# 黃老達
黃老達（1908年9月28日—1981年5月2日），嘉義縣布袋鎮人。台灣醫生、政治人物，中國國民黨籍，曾任嘉義縣議員、議長，第五屆嘉義縣縣長。是嘉義地方派系「黃派」的祖師。
黃老達原籍朴子市，父黃清，耕讀傳家；母詹氏，出身望族。早年在其兄長黃啟南醫師的師「朴子診所」任藥局生。後赴東京插班日本大學中學部三年級，在該校獲醫學士。學成歸臺後，於彰化二林開設「啟南醫院」。之後，又遷徙布袋大寮，設啟南醫院分診所。其聲譽日隆後遂擴大醫院之規模，創辦「回生醫院」。從醫40多年，在嘉南沿海一帶居民皆以「老達仙」尊稱之。
1945年臺灣光復後，當選首屆臺南縣參議員。1950年嘉義縣改制後實行地方自治，遂連任嘉義縣第一、二、三、四屆議員，暨第五屆議長。長期擔任議員並主持議會，一批以其為首的議員們逐漸形成所謂的「黃派」，為嘉義縣兩大地方派系之一，也是其始祖。1968年6月，當選第六屆嘉義縣長，對其任內政事多為正面，僅有與時任之嘉義市長許世賢有「拓寬中山路」與「興建中央七彩噴水池」之爭議。縣長任滿後，黃老達因超過六十歲，不合當時法規競選縣市長，於1973年退出政壇，重返布袋鄉居繼續從事醫療工作。1981年5月2日因肝疾辭世，享壽73歲。時任總統蔣經國頒「勤勞堪念」輓額，以示哀悼。

## 家族
- 父黃清，耕讀傳家；母詹氏，出身望族。黃老達長兄黃文為朴子人，以殺豬販肉為業。將黃老達及其兄黃啟南（1904-1975）扶養長大，就讀醫科。各自於朴子大街大甲及布袋嘴大寮開業「回生醫院」。[1]其兄黃啟南大正十四年4月（1925年）畢業於台灣總督府醫學校，[2]於昭和二年（1927年）在朴子開業，日治時期曾出任朴子信用組合監事、理事、組合長，以及朴子街協議會員、臺南州會議員等職。[3]